# Antonietta
Antonietta  è un nome proprio di persona italiano femminile.

## Varianti
- Femminili: Antonetta[1]
  - Composti: Maria Antonietta[4], Mariantonietta[4]
- Maschili: Antonietto[1], Antonetto[1]

### Varianti in altre lingue
- Francese: Antoinette[2]
- Portoghese: Antonieta[2]
- Spagnolo: Antonieta[2]

## Origine e diffusione
È un diminutivo di Antonia, forma femminile di Antonio, nome che deriva dall'antico gentilizio e poi personale latino Antonius, di origine probabilmente etrusca e di significato ignoto.
In Italia è la più diffusa tra le forme femminili di Antonio, anche più del tipo base Antonia; negli anni settanta era il tredicesimo nome femminile più diffuso in assoluto, con circa 3000.000 occorrenze. La forma Maria Antonietta, composta assieme a Maria, contava nello stesso periodo 44.000 occorrenze.

## Onomastico
Nessuna santa ha mai portato il nome Antonietta, che è quindi adespota; l'onomastico si può festeggiare lo stesso giorno di Antonia o Antonio.

## Persone

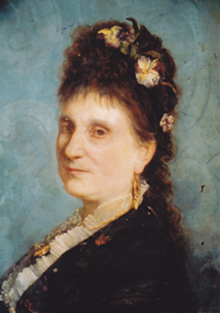
Antonietta De Pace

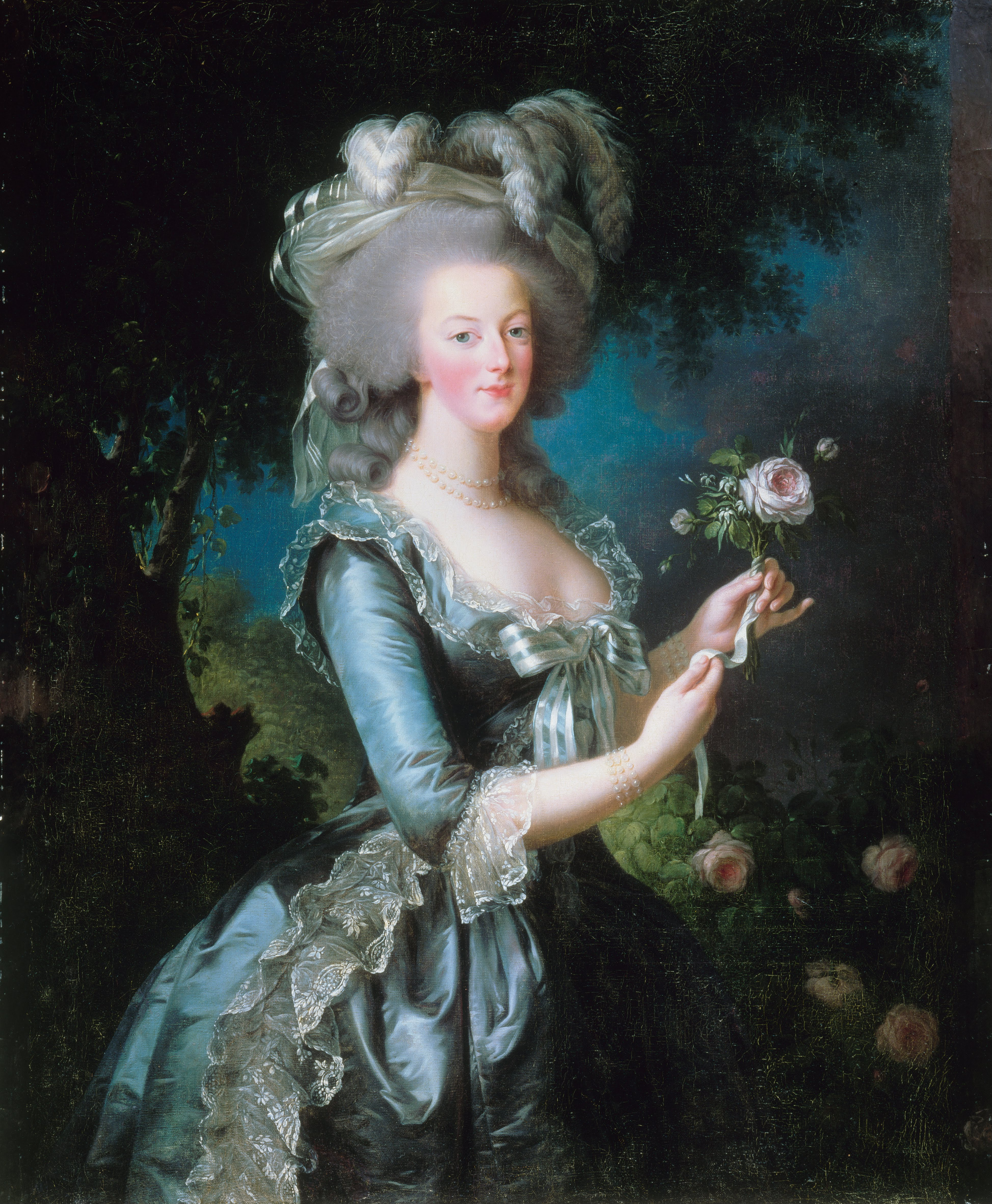
Maria Antonietta d'Asburgo-Lorena

- Antonietta d'Orléans-Longueville, religiosa francese
- Antonietta di Sassonia-Altenburg, duchessa consorte di Anhalt
- Antonietta di Sassonia-Coburgo-Saalfeld, duchessa di Württemberg
- Antonietta De Lillo, regista, sceneggiatrice e fotoreporter italiana
- Antonietta De Pace, patriota, educatrice e infermiera militare italiana
- Antonietta De Simone, paroliera italiana
- Antonietta Di Martino, altista italiana
- Antonietta Dosi, scrittrice italiana
- Antonietta Fagnani Arese, nobile italiana
- Antonietta Fricci, soprano e mezzosoprano austriaco
- Antonietta Giacomelli, educatrice, giornalista e scrittrice italiana
- Antonietta Grimaldi, principessa monegasca
- Antonietta Klitsche de la Grange, scrittrice e giornalista italiana
- Antonietta Meo, detta Nennolina, bambina italiana dichiarata venerabile dalla Chiesa cattolica
- Antonietta Potente, teologa e religiosa italiana
- Antonietta Raphaël, pittrice e scultrice lituana naturalizzata italiana
- Antonietta Stella, soprano italiano

### Variante composta Maria Antonietta
- Maria Antonietta d'Asburgo-Lorena, regina consorte di Francia e di Navarra
- Maria Antonietta di Borbone-Due Sicilie, contessa di Caserta
- Maria Antonietta Beluzzi, attrice italiana
- Maria Antonietta Farina Coscioni, politica italiana
- Maria Antonietta Macciocchi, scrittrice, giornalista e politica italiana
- Maria Antonietta Murat, principessa di Hohenzollern-Sigmaringen
- Maria Antonietta Torriani, scrittrice italiana
- Maria Antonietta Zanelli, religiosa italiana

### Variante Antoinette
- Antoinette d'Aubeterre, nobile francese
- Antoinette de Mérode, principessa consorte di Monaco
- Antoinette Bourignon, mistica fiamminga
- Antoinette Fouque, psicanalista e politica francese
- Antoinette Nana Djimou, atleta francese